# Självbiografisk serie
En självbiografisk serie är en tecknad serie med självbiografiskt (och ofta självutnämnande) innehåll. Detta är en genre som främst utvecklades under 1970-talet av amerikanska "alternativa" serieskapare som Justin Green, Harvey Pekar, Robert Crumb och Aline Kominsky. Den blev en stark strömning i alternativseriekretsar världen över under 1980- och 90-talen.
Andra serieskapare som arbetat självbiografiskt inkluderar amerikaner som Phoebe Gloeckner, Joe Matt och Debbie Drechsler, kanadensarna Chester Brown och Seth, spanjoren Carlos Giménez och iransk-franska Marjane Satrapi.
I Sverige har genren företrätts av bland andra Gunnar Krantz, Daniel Ahlgren, Mats Jonsson och Åsa Grennvall.